# Gran Premio motociclistico di Spagna 1991
Il Gran Premio motociclistico di Spagna 1991 è stato la quarta prova del motomondiale del 1991. Questa è la 41ª edizione nella storia di questo GP, la 36ª valevole per il motomondiale.
La gara della classe 500 viene vinta da Mick Doohan, con il pilota del team Rothmans Honda che realizza così il suo primo successo stagionale, dopo tre secondi posti nelle prime tre gare in calendario. Per l'australiano si tratta del secondo successo in carriera nel motomondiale. Al secondo posto giunge John Kocinski, che ottiene il primo podio in carriera nella classe 500. Il pilota statunitense del Marlboro Team Roberts, prima di questo podio in 500, aveva ottenuto piazzamenti a podio e vittorie solo nella classe 250. Wayne Rainey, vincitore delle ultime due gare corse prima di questo GP, non va oltre in terzo posto, nonostante abbia realizzato la pole position ed il giro veloce. Con in 20 punti derivanti dal primo posto, Doohan sale in testa alla graduatoria mondiale con 71 punti, seguito da Rainey con 70, con Kevin Schwantz che rimane fermo al terzo posto con 46 punti (il pilota del team Lucky Strike Suzuki si ritira in questo GP a causa della rottura del cambio della sua RGV 500).
Non presenti in questo GP due piloti, Alex Barros e Sito Pons, infortunatisi durante dei test privati ed entrambi non sostituiti dai rispettivi team. Particolarmente grave l'incidente di Pons, che riporta la lussazione della spalla destra.
Helmut Bradl vince la gara della classe 250, il pilota tedesco, autore anche della pole position e del giro veloce della gara, porta a compimento il primo successo della sua carriera nel motomondiale, prima di questo risultato aveva ottenuto sette posizionamenti a podio. Secondo posto sul traguardo per Luca Cadalora, che interrompe così la sua personale serie di tre vittorie consecutive nelle prime tre gare di questa stagione. Conclude al terzo posto Loris Reggiani, secondo piazzamento a podio stagionale per l'italiano dell'Aprilia. La situazione nella graduatoria piloti vede Cadalora mantenersi in prima posizione con 77 punti, Carlos Cardús secondo con 55 punti (lo spagnolo chiude sesto questo GP), con Bradl che si porta in terza posizione con 54 punti.
Per quel che concerne la gara della classe 125, il vincitore è stato Noboru Ueda. Il pilota giapponese, autore anche della pole position, realizza così la sua seconda vittoria in campionato in tre gare corse (la 125 non corse il GP degli Stati Uniti), terzo piazzamento a podio in tre gare del motomondiale corse (Ueda è alla prima stagione mondiale della sua carriera). Grande delusione per l'italiano Ezio Gianola (autore del giro veloce della gara), che in sella alla sua Derbi guida la gara fino a due giri dal termine, salvo ritirarsi a causa di problemi meccanici alla sua moto. Completano il podio i due piloti del team AGV - Pileri Corse, con Fausto Gresini secondo e Loris Capirossi terzo. Al termine di questa gara, la classifica iridata vede Ueda solo al comando con 55 punti, Gresini secondo con 51, mentre Capirossi scende al terzo posto con 50 punti.
La gara della classe sidecar è stata vinta da Steve Webster e Gavin Simmons.

## Classe 500

### Arrivati al traguardo
| Pos. | Nº | Pilota               | Squadra                      | Motocicletta         | Giri | Tempo     | Griglia | Punti |
| ---- | -- | -------------------- | ---------------------------- | -------------------- | ---- | --------- | ------- | ----- |
| 1º   | 3  | Mick Doohan          | Rothmans Honda               | Honda NSR 500        | 29   | 52'42.650 | 3º      | 20    |
| 2º   | 19 | John Kocinski        | Marlboro Team Roberts        | Yamaha YZR 500       | 29   | +9.920    | 2º      | 17    |
| 3º   | 1  | Wayne Rainey         | Marlboro Team Roberts        | Yamaha YZR 500       | 29   | +13.463   | 1º      | 15    |
| 4º   | 6  | Juan Garriga         | Ducados Yamaha               | Yamaha YZR 500       | 29   | +34.955   | 6º      | 13    |
| 5º   | 8  | Jean-Philippe Ruggia | Yamaha Sonauto Mobil 1       | Yamaha YZR 500       | 29   | +39.276   | 9º      | 11    |
| 6º   | 7  | Eddie Lawson         | Cagiva                       | Cagiva C591          | 29   | +46.684   | 5º      | 10    |
| 7º   | 5  | Wayne Gardner        | Rothmans Honda               | Honda NSR 500        | 29   | +53.944   | 7º      | 9     |
| 8º   | 27 | Didier de Radiguès   | Lucky Strike Suzuki          | Suzuki RGV Γ 500     | 29   | +55.155   | 10º     | 8     |
| 9º   | 20 | Adrien Morillas      | Yamaha Sonauto Mobil 1       | Yamaha YZR 500       | 29   | +1'11.117 | 11º     | 7     |
| 10º  | 21 | Doug Chandler        | Roberts Yamaha Castrol       | Yamaha YZR 500       | 29   | +1'31.628 | 8º      | 6     |
| 11º  | 17 | Eddie Laycock        | Millar Racing                | Yamaha YZR 500       | 28   | +1 giro   | 12º     | 5     |
| 12º  | 11 | Marco Papa           | Moto Club Milano - Team Papa | Honda RS 500         | 28   | +1 giro   | 13º     | 4     |
| 13º  | 16 | Cees Doorakkers      | HEK-Bauwmachines             | Honda RS 500         | 28   | +1 giro   | 14º     | 3     |
| 14º  | 36 | Hans Becker          | Romero Racing                | Hummel-Yamaha TZ 358 | 27   | +2 giri   | 15º     | 2     |
| 15º  | 32 | Michael Rudroff      | R.S. RallyeSport             | Honda RS 500         | 27   | +2 giri   | 16º     | 1     |

### Ritirati
| Nº | Pilota            | Squadra             | Motocicletta     | Giri | Griglia |
| -- | ----------------- | ------------------- | ---------------- | ---- | ------- |
| 34 | Kevin Schwantz    | Lucky Strike Suzuki | Suzuki RGV Γ 500 | 11   | 4º      |
| 13 | Niggi Schmassmann | Technotron          | Honda RS 500     | 6    | 17º     |

### Non qualificati
| Nº | Pilota         | Squadra          | Motocicletta  |
| -- | -------------- | ---------------- | ------------- |
| 24 | Helmut Schütz  | R.S. RallyeSport | Honda RS 500  |
| 30 | Martin Trösch  | MT Racing        | Honda RS 500  |
| 23 | Andreas Leuthe | Librenti Corse   | Suzuki RG 500 |

## Classe 250

### Arrivati al traguardo
| Pos. | Nº | Pilota                    | Squadra                        | Motocicletta | Giri | Tempo     | Griglia | Punti |
| ---- | -- | ------------------------- | ------------------------------ | ------------ | ---- | --------- | ------- | ----- |
| 1º   | 4  | Helmut Bradl              | HB Honda Racing Team Germany   | Honda        | 24   | 44'22.222 | 1º      | 20    |
| 2º   | 3  | Luca Cadalora             | Rothmans-Kanemoto Honda        | Honda        | 24   | +0.451    | 2º      | 17    |
| 3º   | 13 | Loris Reggiani            | Aprilia Unlimited Jeans        | Aprilia      | 24   | +4.156    | 7º      | 15    |
| 4º   | 7  | Masahiro Shimizu          | Ajinomoto Honda - HRC          | Honda        | 24   | +6.285    | 3º      | 13    |
| 5º   | 9  | Pierfrancesco Chili       | Iberna Aprilia - Valesi Racing | Aprilia      | 24   | +6.793    | 4º      | 11    |
| 6º   | 2  | Carlos Cardús             | Repsol Honda - Cardús          | Honda        | 24   | +8.186    | 5º      | 10    |
| 7º   | 8  | Jochen Schmid             | Schuh-Zwafink Racing           | Honda        | 24   | +37.638   | 13º     | 9     |
| 8º   | 6  | Martin Wimmer             | Lucky Strike Suzuki            | Suzuki       | 24   | +41.905   | 11º     | 8     |
| 9º   | 20 | Doriano Romboni           | HB Honda Racing Team Italy     | Honda        | 24   | +46.974   | 16º     | 7     |
| 10º  | 16 | Alberto Puig              | Ducados Yamaha Puig            | Yamaha       | 24   | +49.647   | 12º     | 6     |
| 11º  | 15 | Carlos Lavado             | Team Greco                     | Yamaha       | 24   | +1'04.453 | 15º     | 5     |
| 12º  | 51 | Jean Pierre Jeandat       | Rothmans Honda France          | Honda        | 24   | +1'11.980 | 20º     | 4     |
| 13º  | 21 | Leon van der Heijden      | Sharp Sanson - Bieffe          | Honda        | 24   | +1'14.709 | 21º     | 3     |
| 14º  | 34 | Patrick van den Goorbergh | Docshop - Servopax             | Yamaha       | 24   | +1'17.124 | 28º     | 2     |
| 15º  |    | Urs Jücker                | Swiss Yamaha                   | Yamaha       | 24   | +1'25.505 | 25º     | 1     |
| 16º  |    | Jaime Mariano             |                                | Aprilia      | 24   | +1'38.203 | 29º     |       |
| 17º  | 32 | Bernard Haenggeli         |                                | Aprilia      | 24   | +1'39.797 | 26º     |       |
| 18º  |    | Ian Newton                |                                | Yamaha       | 23   | +1 giro   | 32º     |       |
| 19º  |    | Fausto Ricci              |                                | Yamaha       | 23   | +1 giro   | 31º     |       |
| 20º  |    | Jean Foray                |                                | Yamaha       | 23   | +1 giro   | 33º     |       |

### Ritirati
| Nº | Pilota            | Motocicletta | Giri | Griglia |
| -- | ----------------- | ------------ | ---- | ------- |
|    | Erkka Korpiaho    | Aprilia      | 21   | 23º     |
| 27 | Renzo Colleoni    | Aprilia      | 16   | 14º     |
| 17 | Paolo Casoli      | Yamaha       | 15   | 9º      |
| 45 | Corrado Catalano  | Honda        | 9    | 27º     |
| 11 | Àlex Crivillé     | JJ Cobas     | 7    | 8º      |
| 18 | Andreas Preining  | Aprilia      | 6    | 10º     |
|    | Kevin Mitchell    | Yamaha       | 4    | 18º     |
|    | Frédéric Protat   | Aprilia      | 4    | 22º     |
| 19 | Marcellino Lucchi | Aprilia      | 2    | 24º     |
| 5  | Wilco Zeelenberg  | Honda        | 1    | 6º      |
| 10 | Dominique Sarron  | Yamaha       | 1    | 17º     |
| 30 | Harald Eckl       | Aprilia      | 1    | 19º     |

### Non partito
| Nº | Pilota       | Motocicletta | Griglia |
| -- | ------------ | ------------ | ------- |
| 33 | Stefan Prein | Honda        | 30º     |

## Classe 125

### Arrivati al traguardo
| Pos. | Nº | Pilota              | Squadra                    | Motocicletta | Giri | Tempo     | Griglia | Punti |
| ---- | -- | ------------------- | -------------------------- | ------------ | ---- | --------- | ------- | ----- |
| 1º   | 56 | Noboru Ueda         | Hero Sports TS             | Honda        | 22   | 42'23.780 | 1º      | 20    |
| 2º   | 7  | Fausto Gresini      | AGV - Pileri Corse         | Honda        | 22   | +0.987    | 3º      | 17    |
| 3º   | 1  | Loris Capirossi     | AGV - Pileri Corse         | Honda        | 22   | +15.199   | 11º     | 15    |
| 4º   | 12 | Gabriele Debbia     | Team Italia                | Aprilia      | 22   | +15.440   | 10º     | 13    |
| 5º   | 5  | Jorge Martínez      | Coronas Racing             | JJ Cobas     | 22   | +15.860   | 2º      | 11    |
| 6º   | 3  | Bruno Casanova      | Semprucci IDM              | Honda        | 22   | +23.815   | 9º      | 10    |
| 7º   | 28 | Ralf Waldmann       | Schuh-Zwafink Honda Racing | Honda        | 22   | +27.403   | 5º      | 9     |
| 8º   | 2  | Hans Spaan          | Sharp Samson Racing        | Honda        | 22   | +36.338   | 13º     | 8     |
| 9º   | 4  | Dirk Raudies        | Schuh HB Honda Racing      | Honda        | 22   | +36.422   | 17º     | 7     |
| 10º  | 91 | Manuel Herreros     | Generalitat de Valencia    | JJ Cobas     | 22   | +48.602   | 28º     | 6     |
| 11º  | 20 | Hisashi Unemoto     | Team Unemoto               | Honda        | 22   | +53.170   | 14º     | 5     |
| 12º  | 42 | Herri Torrontegui   | Herri Racing               | JJ Cobas     | 22   | +53.521   | 19º     | 4     |
| 13º  | 11 | Adi Stadler         | RS RallyeSport GmbH        | JJ Cobas     | 22   | +53.845   | 8º      | 3     |
| 14º  | 14 | Julián Miralles     | Coronas Racing             | JJ Cobas     | 22   | +54.021   | 22º     | 2     |
| 15º  |    | Luis Alvaro         | Derbi GP Team              | Derbi        | 22   | +54.883   | 15º     | 1     |
| 16º  | 9  | Alessandro Gramigni |                            | Aprilia      | 22   | +54.930   | 12º     |       |
| 17º  | 22 | Peter Öttl          |                            | Bakker-Rotax | 22   | +58.183   | 23º     |       |
| 18º  | 17 | Steve Patrickson    |                            | Honda        | 22   | +59.052   | 27º     |       |
| 19º  | 46 | Arie Molenaar       |                            | Honda        | 22   | +1'03.016 | 34º     |       |
| 20º  |    | Ian McConnachie     |                            | Honda        | 22   | +1'04.666 | 20º     |       |
| 21º  | 51 | Nobuyuki Wakai      |                            | Honda        | 22   | +1'05.208 | 18º     |       |
| 22º  | 18 | Robin Appleyard     |                            | Honda        | 22   | +1'12.692 | 32º     |       |
| 23º  | 43 | Manuel Hernández    |                            | Honda        | 22   | +1'18.821 | 35º     |       |
| 24º  | 41 | Alain Bronec        |                            | Honda        | 22   | +1'21.511 | 26º     |       |
| 25º  |    | Francisco Debon     |                            | JJ Cobas     | 22   | +1'26.182 | 30º     |       |
| 26º  |    | Jos van Dongen      |                            | Honda        | 22   | +1'29.294 | 31º     |       |
| 27º  | 29 | Peter Galvin        |                            | Honda        | 21   | +1 giro   | 37º     |       |

### Ritirati
| Nº | Pilota          | Motocicletta | Giri | Griglia |
| -- | --------------- | ------------ | ---- | ------- |
| 6  | Ezio Gianola    | Derbi        | 20   | 4º      |
| 34 | Emilio Cuppini  | Gazzaniga    | 12   | 21º     |
| 45 | Thierry Feuz    | Honda        | 10   | 33º     |
| 10 | Heinz Lüthi     | Honda        | 6    | 7º      |
| 16 | Koji Takada     | Honda        | 6    | 29º     |
| 19 | Alfred Waibel   | Honda        | 3    | 25º     |
| 27 | Gimmi Bosio     | Honda        | 1    | 6º      |
| 15 | Maurizio Vitali | Gazzaniga    | 0    | 24º     |
| 35 | Kazuto Sakata   | Honda        | 0    | 16º     |

### Non partito
| Nº | Pilota        | Motocicletta | Griglia |
| -- | ------------- | ------------ | ------- |
|    | Serafino Foti | Honda        | 36º     |

### Non qualificati
| Nº | Pilota         | Motocicletta |
| -- | -------------- | ------------ |
| 62 | Stefan Brägger | Honda        |
|    | Hans Koopman   | Honda        |
| 58 | Kin'ya Wada    | Honda        |
|    | Alan Patterson | Honda        |
|    | Stefan Kurfiss | Honda        |
| 50 | Hubert Abold   | Honda        |
|    | Wolfgang Fritz | Honda        |
| 49 | René Dünki     | Honda        |
|    | Taru Rinne     | Honda        |
|    | Phillip Unhola | Honda        |

## Classe sidecar

### Arrivati al traguardo
| Pos. | Pilota             | Passeggero          | Costruttore   | Giri | Tempo     | Griglia | Punti |
| ---- | ------------------ | ------------------- | ------------- | ---- | --------- | ------- | ----- |
| 1º   | Steve Webster      | Gavin Simmons       | LCR - Krauser | 22   | 41'53.700 | 2º      | 20    |
| 2º   | Paul Güdel         | Charly Güdel        | LCR - Krauser | 22   | +4.062    | 4º      | 17    |
| 3º   | Steve Abbott       | Shaun Smith         | LCR - Krauser | 22   | +4.380    | 5º      | 15    |
| 4º   | Rolf Biland        | Kurt Waltisperg     | LCR - Honda   | 22   | +4.594    | 3º      | 13    |
| 5º   | Yoshisada Kumagaya | Brian Houghton      | LCR - Krauser | 22   | +35.154   | 8º      | 11    |
| 6º   | Markus Egloff      | Urs Egloff          | SMS - Krauser | 22   | +50.510   | 6º      | 10    |
| 7º   | Derek Brindley     | Nick Roche          | LCR - Krauser | 22   | +53.098   | 12º     | 9     |
| 8º   | Ralph Bohnhorst    | Geral de Haas       | LCR - Krauser | 22   | +1'18.654 |         | 8     |
| 9º   | Masato Kumano      | Eckart Rösinger     | LCR - Yamaha  | 22   | +1'19.320 |         | 7     |
| 10º  | Tony Wyssen        | Kilian Wyssen       | LCR - Krauser | 22   | +1'26.836 | 13º     | 6     |
| 11º  | Theo van Kempen    | Jan Kuyt            | LCR - Krauser | 22   | +1'28.089 | 15º     | 5     |
| 12º  | Klaus Klaffenböck  | Christian Parzer    | LCR - Yamaha  | 22   | +1'50.872 | 14º     | 4     |
| 13º  | Werner Kraus       | Thomas Schröder     | Busch - ADM   | 22   | +1'58.758 |         | 3     |
| 14º  | Tony Baker         | Simon Prior         | LCR - Krauser | 22   | +1'58.834 |         | 2     |
| 15º  | René Progin        | Gary Irlam          | LCR - Krauser | 21   | +1 giro   |         | 1     |
| 16º  | Kenny Howles       | Alan Langton        | LCR - Krauser | 21   | +1 giro   |         |       |
| 17º  | Egbert Streuer     | Pete Essaf          | LCR - Krauser | 21   | +1 giro   | 10º     |       |
| 18º  | Alain Michel       | Simon Birchall      | LCR - Krauser | 21   | +1 giro   | 1º      |       |
| 19º  | Billy Gällros      | Peter Berglund      | Krauser       | 21   | +1 giro   |         |       |
| 20º  | Gary Thomas        | Michel van Puyvelde | LCR - Krauser | 21   | +1 giro   |         |       |
| 21º  | Alfred Zurbrügg    | Martin Zurbrügg     | LCR - Yamaha  | 20   | +2 giri   | 7º      |       |

### Ritirati
| Pilota         | Passeggero       | Costruttore   | Giri | Griglia |
| -------------- | ---------------- | ------------- | ---- | ------- |
| Darren Dixon   | Sean Dixon       | LCR - Krauser | 3    | 11º     |
| Barry Brindley | Graham Rose      | LCR - Krauser | 2    | 9º      |
| Markus Bösiger | Peter Markwalder | LCR - Krauser | 1    |         |
| Barry Smith    | David Smith      | Windle - ADM  | 1    |         |

### Non qualificati
| Pilota        | Passeggero   | Costruttore   |
| ------------- | ------------ | ------------- |
| Frank Voigt   | Holger Voigt | LCR - Krauser |
| Reiner Koster | Jürg Egli    | Yamaha        |